# Pioneer 2
Pioneer 2 var en rymdsond som är del av Pioneerprogrammet. Den sköts upp den 8 november 1958. Tanken var att sonden skulle ta sig ut ur omloppsbanan runt jorden och färdas till månen, där huvuduppgifterna bestod i att mäta och undersöka joniserande strålning, kosmisk strålning, mikrometeoriter och magnetfält.
Ett mekaniskt fel fick dock ekipaget att inte nå omloppsbana, och efter att ha nått en maxhöjd på 1 550 km återinträdde sonden i jordens atmosfär.

### Fotnoter
1. ↑  ”NASA Space Science Data Coordinated Archive” (på engelska). NASA. https://nssdc.gsfc.nasa.gov/nmc/spacecraft/display.action?id=PION2. Läst 26 mars 2020.